# جان كوك (لاعب اتحاد الرغبي)
جان كوك (بالإنجليزية: Jean Cook)‏ هو لاعب اتحاد الرغبي جنوب أفريقي، ولد في 14 أغسطس 1991 في بيترماريتزبرغ في جنوب أفريقيا.

## وصلات خارجية
- جيان كوك على موقع ItsRugby.co.uk (الإنجليزية)